# Heliaeschna trinervulata
Heliaeschna trinervulata – gatunek ważki z rodziny żagnicowatych (Aeshnidae).